# Little Richard
Richard Wayne Penniman, mer känd under sitt artistnamn Little Richard, född 5 december 1932 i Macon, Georgia, död 9 maj 2020 i Tullahoma, Tennessee, var en amerikansk rockartist, sångare och pianist. Little Richard har gett sig själv epitetet "arkitekten bakom rock'n'roll". Han var på 1950-talet en av de stora stilbildarna inom rock'n'rollen med sin explosiva musik och sin personlighet. Little Richard invaldes i Rock and Roll Hall of Fame under det första intagningsåret 1986.

## Biografi

### Uppväxt
Little Richards uppväxt präglades av kyrkobesök där han tog del av gospelmusiken. Denna stil skulle visa sig prägla hans karriär: gospelinfluensen märks tydligt i de hits han spelat in under åren. 

### Karriär
År 1955 släppte Little Richard låten Tutti Frutti. Han och bandet The Upsetters roade sig med att avsluta varje framträdande med låten. När den skulle spelas in på skiva ändrades en del av texten, eftersom den innehöll anspelningar på homosexualitet.[källa behövs] Joe Lubin var också med och skrev det som är den nuvarande texten i Tutti Frutti. Coverversioner har gjorts av bl.a. Elvis Presley, Carl Perkins, Pat Boone samt Jerry Williams.
Åren 1956–1957 kom inspelningar som Lucille, Long Tall Sally och Good Golly Miss Molly. Även dessa blev stilbildande för rock'n'rollens sound, och flera covers har gjorts. Long Tall Sally spelades senare in av Beatles.
Efter att ha gjort sig känd drog sig Little Richard tillbaka för att predika. 1964 gjorde han comeback med låten Bama-Lama-Bama-Lou. Denna låt blev dock inte lika uppskattad, på grund av den musikmässiga förändring som hade skett. Brittiska grupper som Beatles, Rolling Stones och The Animals, hade blivit kända. Notabelt är att Jimi Hendrix medverkade i The Upsetters som gitarrist i bland annat Bama-Lama-Bama-Lou. Några år senare fick han sparken av Little Richard efter att ha missat en buss under pågående turné.
Little Richard fortsatte att uppträda och spela in, om än i mindre utsträckning än under de stora framgångsåren. Bland annat märks en cover på Otis Reddings sista och mest kända hit, (Sittin' On) The Dock of the Bay. Otis Redding hade postuma framgångar med denna inspelning. Redding omkom i en flygplansolycka strax efter att låten spelats in.
I långfilmen om Pennimans liv, The Little Richard Story, spelar Leon rollen som Penniman.

## Diskografi
Studioalbum
- Here's Little Richard (1957)
- Little Richard (1958)
- The Fabulous Little Richard (1958)
- Pray Along with Little Richard (1960)
- Pray Along with Little Richard (Vol 2) (1960)
- The King of the Gospel Singers (1962)
- Little Richard Is Back (And There's A Whole Lotta Shakin' Goin' On!) (1964)
- Little Richard's Greatest Hits (1965)
- The Incredible Little Richard Sings His Greatest Hits - Live! (1967)
- The Wild and Frantic Little Richard (1967)
- The Explosive Little Richard (1967)
- Little Richard's Greatest Hits: Recorded Live! (1967)
- The Rill Thing (1970)
- Mr. Big (1971)
- The King of Rock and Roll (1971)
- Friends from the Beginning – Little Richard and Jimi Hendrix (1972)
- Southern Child (1972) [släppt först 2005]
- The Second Coming (1972)
- Right Now! (1974)
- Talkin' 'bout Soul (1974)
- Little Richard Live (1976)
- Going All The Way With Little Richard (live) (1979)
- God's Beautiful City (1979)
- Lifetime Friend (1986)
- Shake It All About (1992)
- Little Richard Meets Masayoshi Takanaka (1992)